# Rameau profond du nerf ulnaire
Le rameau profond du nerf ulnaire (ou branche profonde du nerf cubital) est un nerf de la main.

## Origine
Le rameau profond du nerf ulnaire est une branche terminale du rameau palmaire du nerf ulnaire.

## Trajet
Le rameau profond du nerf ulnaire est accompagné de la branche palmaire profonde de l'artère ulnaire.
Il passe entre le muscle abducteur du petit doigt de la main et le muscle court fléchisseur du petit doigt. Il perfore ensuite le muscle opposant du petit doigt de la main, passe dans le canal ulnaire et suit le trajet de l'arcade palmaire profonde sous les tendons fléchisseurs.

## Zone d'innervation
A son origine il innerve les muscles de l'éminence hypothénar (muscles abducteur, court fléchisseur et opposant du petit doigt). En traversant la partie profonde de la main, il innerve l'ensemble des muscles interosseux palmaires et dorsaux de la main, ainsi que les troisième et quatrième muscles lombricaux.
Il se termine par l'innervation des muscles de l'éminence thénar : le muscle adducteur du pouce et le chef profond du muscle court fléchisseur du pouce.